# ÖBB 1146 sorozat
Az ÖBB 1146 sorozat egy osztrák Bo'Bo' tengelyelrendezésű villamosmozdony-sorozat volt. Az ÖBB 1997 és 1998 között selejtezte a sorozatot.

## Története

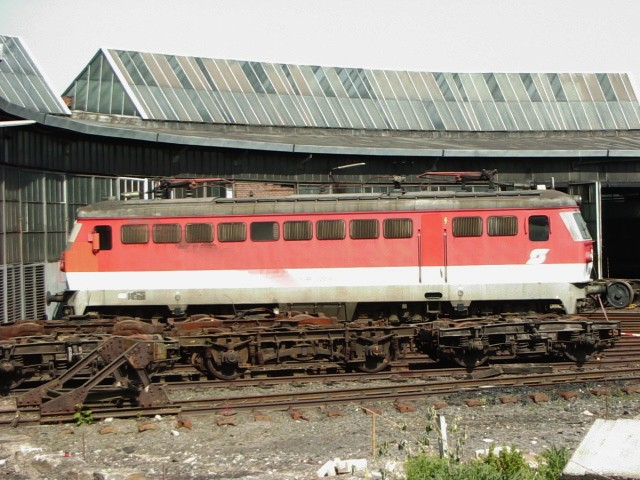
ÖBB 4061-es sorozatú mozdony

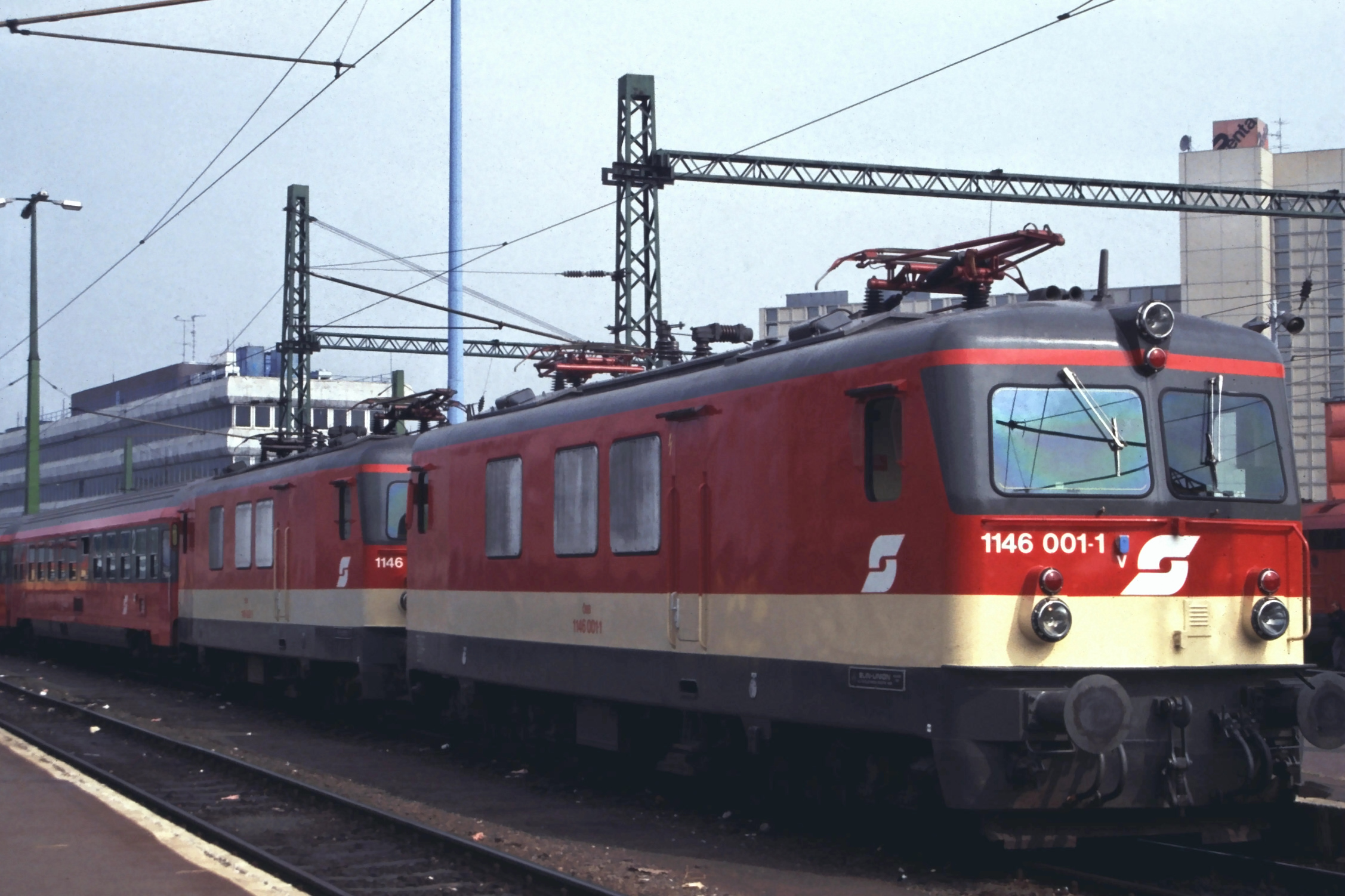
ÖBB 1146 001 Budapest Déli pályaudvaron

Az 1980-as évekre a nemzetközi személyvonati forgalom igénye megnőtt Ausztria és Magyarország között. Így elkerülhetetlenné vált a vasút fejlesztése, hogy magas színvonalú, gyors összeköttetést tudjanak biztosítani a külföldre utazók számára. A 80-as években a nemzetközi vonatok nem voltak gazdaságosak a határállomási hosszú várakozási idő miatt, amire a mozdonycsere miatt volt szükség. A mozdonycsere a két ország eltérő felsővezeték-, és vonatbefolyásoló rendszere miatt elkerülhetetlen volt.
Ezért az osztrák ELIN cég kísérletképpen 1987-ben megalkotta az ÖBB 1146 sorozatú kétáramrendszerű villamosmozdony 2 prototípusát (1146 001-1 és 1146 002-9 pályaszámmal). A mozdonyokat egy régebbi sorozatból, az ÖBB 1046 sorozat (korábban ÖBB 4061 sorozat) sorozat 2 mozdonyából alakították át. Az  ÖBB 1146 volt az első olyan sorozat, amely képes volt üzemelni az osztrák 15 kV 16,7 Hz, és a magyar 25 kV 50 Hz–es felsővezetékrendszer alatt és rendszeresen vonatot is továbbított Magyarországon (az 1063-asok 1982 óta képesek voltak erre). A prototípuspróbák, és a MÁV vonatbefolyásoló berendezések beszerelése után a mozdonyok 1988-ban a Lehár EuroCity-vel megkezdték a menetrendszerű közlekedést a két ország között. Ez volt az első EuroCity-vonat, ami a MÁV vonalán közlekedett. A kis teljesítmény (2000 kW) és az alacsony vonóerő miatt Magyarországra a mozdonyok többnyire csatolva közlekedtek.
A mozdonycsere nélküli határ- és egyben rendszerátlépés a forgalomban jól bevált, így az ELIN tovább folytatta az ún. határátlépő jellegű mozdonyok fejlesztését. Ezen kísérletek eredménye lett az 1993 és 1994 között gyártott korszerűbb ÖBB 1014 sorozat, ami később felváltotta magyarországi EuroCity forgalomban az 1146 sorozatot. Az ÖBB 1146 prototípusokat 1997 és 1998 folyamán selejtezte.